# Hokes Bluff
Hokes Bluff är en ort i Etowah County i Alabama. Vid 2010 års folkräkning hade Hokes Bluff 4 286 invånare.